# Tireur en péril
Pour plus de détails, voir Fiche technique et Distribution.
Tireur en péril (pour la diffusion TV) ; Assassin Warrior (pour la sortie en VHS et DVD en France) ou Franc-tireur en péril au Québec (Silent Trigger) est un film britanno-canadien réalisé Russell Mulcahy, sorti en 1996.

## Synopsis
Waxman est un ancien agent commando de l'US Army qui s'est reconverti en tireur d'élite pour les besoins d'une mystérieuse organisation gouvernementale, simplement nommée « L'Agence ». Mais le tueur à gages et sa coéquipière, de chasseur, devient, à la suite d'une mission top secret qui a mal tourné, le gibier de son ex-employeur...

## Fiche technique
Sauf indication contraire, les informations mentionnées dans cette section peuvent être confirmées par la base de données cinématographiques IMDb,  présente dans la section « Liens externes ».
- Titre original : Silent Trigger
- Titre français : Tireur en péril
- Titre français pour la sortie en vidéo : Assassin Warrior
- Titre québécois : Franc-tireur en péril
- Titre de travail : The Algonquin Goodbye[1]
- Réalisation : Russell Mulcahy
- Scénario : Sergio Altieri
- Direction artistique : Jean Kazemirchuk
- Décors : Gilles Aird et Alex McDowell
- Costumes : Luc J. Béland
- Photographie : David Franco
- Montage : Yves Langlois
- Musique : Stefano Mainetti
- Production : Nicolas Clermont et Silvio Muraglia
- Sociétés de production : Algonquin Productions, Cine Grande Corporation, Conquistador Entertainment, Filmline International et Newmarket Capital Group
- Distribution : Conquistador Entertainment (Monde), Buena Vista Home Entertainment (Etats-Unis), C/FP Video (Canada)
- Pays d'origine :  Canada,  Royaume-Uni
- Genre : action, drame
- Durée : 93 minutes
- Dates de sortie[1] :
  - États-Unis : 27 septembre 1996 (1re diffusion TV)
  - France : 31 août 2000 (sortie directement en vidéo)
- Classement en France : interdit aux moins de 12 ans

## Distribution
- Dolph Lundgren (VF : Robert Guilmard) : Michael Dane / Waxman
- Gina Bellman : Clegg
- Conrad Dunn : Klein
- Christopher Heyerdahl : O'Hara
- Emma Stevens : la cible

## Production
Le film est basé sur un script spéculatif écrit en 1987 et intitulé The Algonquin Goodbye (en référence à l'Hôtel Algonquin). Le projet passe de studio en studio, sans se concrétiser.
En 1991, Rutger Hauer voulait le réaliser et tenir le rôle principal, avec Michael Jaffe et sa société Spectacor Entertainment à la production.
Le tournage a lieu de juillet à septembre 1995 à Montréal.